# お茶漬の味
『お茶漬の味』（おちゃづけのあじ）は、1952年の日本映画。監督は小津安二郎。『麦秋』に続いて小津と野田高梧が共同で脚本を執筆。地方出身の素朴な夫と夫にうんざりする上流階級出身の妻、二人のすれ違いと和解が描かれる。

## 製作
もともと本作は、小津が1939年に中国戦線から復員したあとの復帰第一作としてとるつもりで書いたシナリオであった。小津によれば、初めに考えたタイトルは『彼氏南京へ行く』で、内容は「有閑マダム連がいて、亭主をほったからしにして遊びまわっている。この連中が旅行に行くと、その中の一人の旦那が応召されるという電報が来る。さすがに驚いて家に帰ると亭主は何事もないようにグウグウ寝ていて、有閑マダムは初めて男の頼もしさを知るという筋」だったという。この内容が内務省による事前検閲をパスしなかったため、映画化を断念したものだった。この映画の内容の事前検閲はそのころ作られた映画法によるものだが、戦争に反対するような要素が何もない本作すら、「戦時下の非常事態にブルジョア婦人たちが遊び歩く」ことや「赤飯を食べるべき出征の前晩にお茶漬けなどを食べる」などの程度の問題でも映画製作が許されない時代になったことで当時の映画人たちに衝撃を与えた事件だった。このお蔵入りのシナリオを引っ張り出した小津と野田は戦中と戦後の変化にあわせて設定を変更した。主人公夫婦がよりを戻すきっかけも夫の応召でなく、ウルグアイのモンテビデオ赴任に変わっている。
マキノ雅弘監督の『離婚』（1952年）で共演したばかりの佐分利信と木暮実千代を夫婦に配し、笠智衆など小津作品常連のベテランと鶴田浩二らの若い顔ぶれを合わせて脇を固めた。「社長」役で出演している石川欣一は本職の俳優ではなく、英米文学の翻訳でも知られたジャーナリスト。上原葉子（加山雄三の母）は戦前の名子役「小桜葉子」であるが、上原謙と結婚した後だったため特別出演という形で名を連ねた。他にも北原三枝（後の石原裕次郎夫人）が端役で出演している。本作では野球（後楽園球場でのロケ）、パチンコ、競輪など昭和20年代の庶民の娯楽、ラーメンやトンカツ（「カロリー軒」は小津監督の他作品にも登場）といった当時の人々の食生活がうかがえる。小津は後に「ぼくは女の眼から見た男、顔形がどうだとか、趣味がいいとか言う以外に、男には男の良さがあるということを出したかった。しかしあまり出来のいい作品ではなかった。」と振り返っている。

## あらすじ
丸の内の会社で機械部の部長として働く佐竹茂吉（佐分利信）は質素で穏やかな生活を好む。一方、妻の妙子（木暮実千代）は裕福な家庭に育ち、地味な夫への不満を募らせている。学生時代の友人たちである雨宮アヤ（淡島千景）や黒田高子（上原葉子）、姪の山内節子（津島恵子）と共に、夫には内緒で温泉旅行に出かけたり野球を見に行ったりと遊び歩いて憂さをはらしているが、鷹揚な茂吉はそんな妻を詮索することもない。
ある日、節子が歌舞伎座での見合いの席から逃げ出して茂吉のもとを訪れる。茂吉は彼女を帰そうとするが節子は茂吉につきまとい、結局競輪場やパチンコ屋で半日を共にすることになる。見合いにつきそっていて恥をかいた妙子はそのことを知って腹を立て、茂吉と口をきかなくなったあげく黙って神戸の友人のもとへ出かけてしまう。
一方の茂吉は急にウルグアイでの海外勤務が決まり、妻に電報を打つが妙子は帰ってこない。羽田から茂吉が発った後、ようやく帰宅した妙子に対してさすがの友人たちも厳しい態度をとるが妙子は聞く耳を持たない。
ところがその夜遅く、唐突に茂吉が帰ってくる、飛行機がエンジントラブルで羽田に戻ったのであった。お茶漬けが食べたいと言う茂吉。二人は寝ている女中を起こさぬよう気遣いながら台所でお櫃や漬け物などを調え、部屋に戻ると向き合ってお茶漬けを食べながらお互いに心のうちを吐露する。夫婦とはお茶漬のようなものなのだと妙子を諭す茂吉。妙子は初めて夫の心の広さ、結婚生活のすばらしさを感じて、夫を心から愛するようになるのだった。

## キャスト

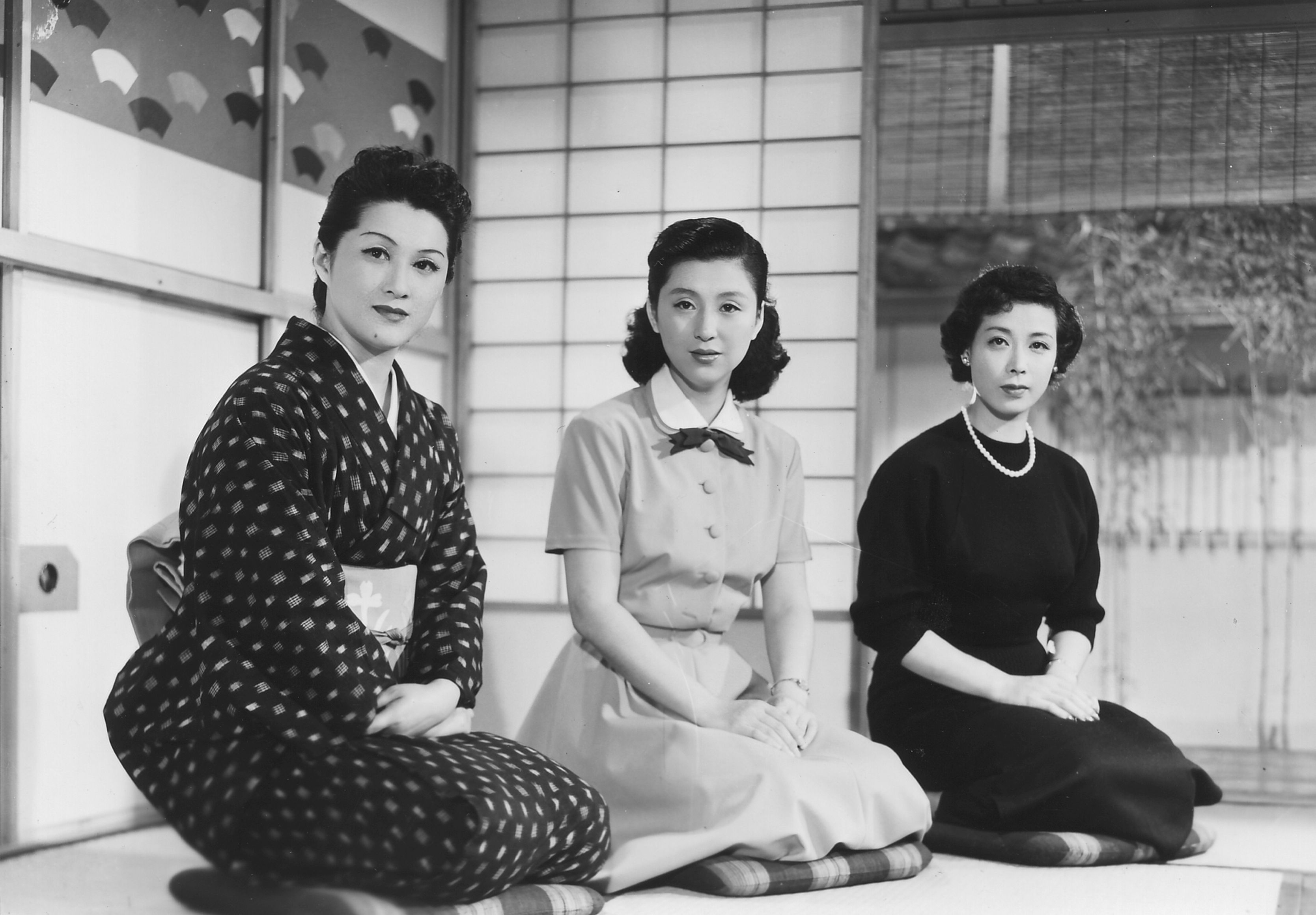
左から木暮実千代、津島恵子、淡島千景

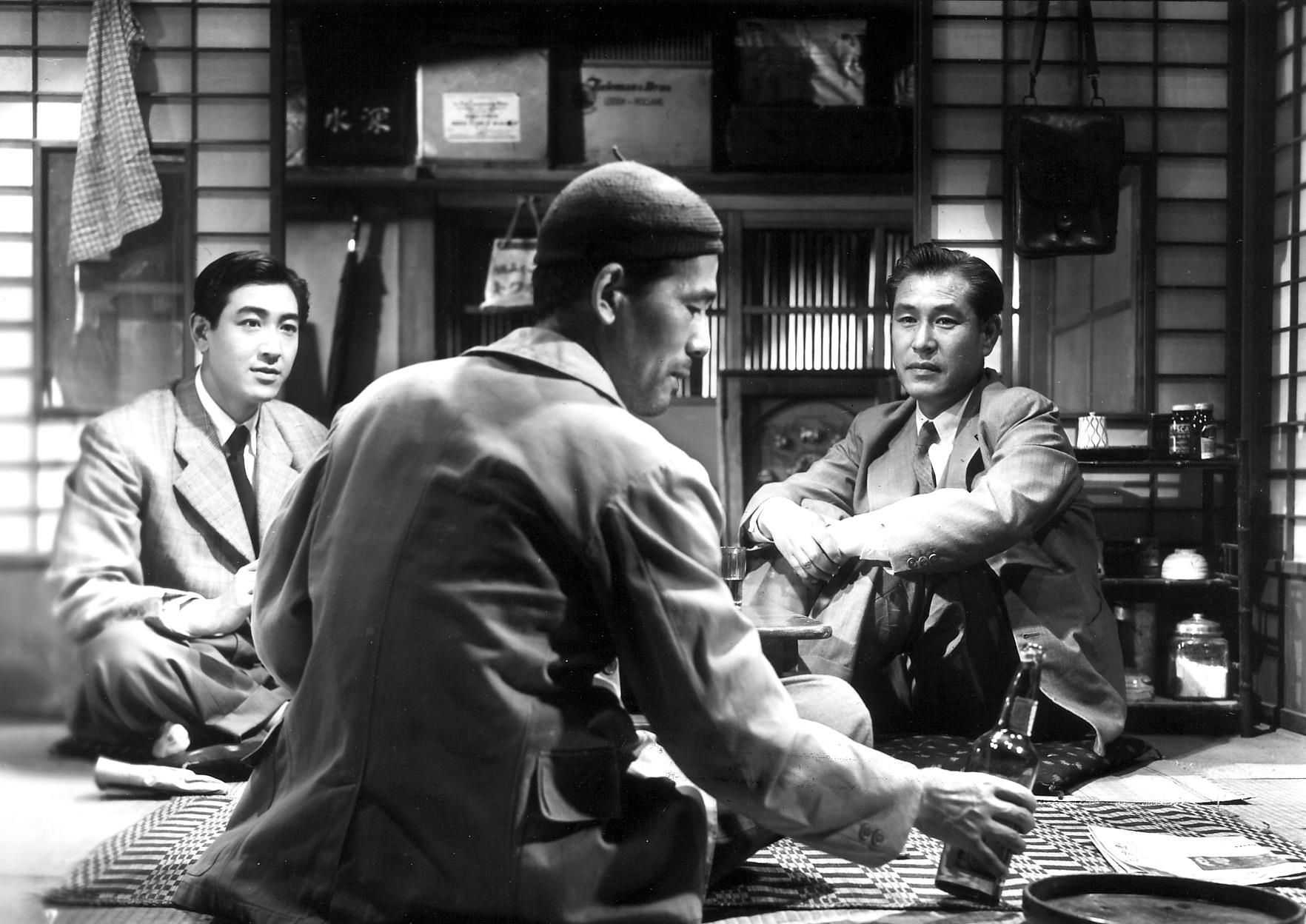
左から鶴田浩二、笠智衆、佐分利信

- 佐竹茂吉：佐分利信 - 田舎育ちの素朴なエリートサラリーマン。
- 佐竹妙子：木暮実千代 - 茂吉の妻。上流階級出身。
- 岡田登：鶴田浩二 - 茂吉の戦死した友人の弟。茂吉が保証人。
- 平山定郎：笠智衆 - 茂吉の軍隊時代の部下。
- 雨宮アヤ：淡島千景 - 妙子の親友。
- 山内節子：津島恵子 - 妙子の姪（兄の娘）。
- 山内千鶴：三宅邦子 - 妙子の兄嫁。節子の母。
- 山内直亮：柳永二郎 - 妙子の父。
- 雨宮東一郎：十朱久雄 - アヤの夫。
- 平山しげ：望月優子 - 定郎の妻。
- 山内幸二：設楽幸嗣 - 節子の弟。千鶴の息子。
- 女中ふみ：小園蓉子 - 佐竹家の女中。
- 西銀座の女：志賀眞津子 - 東一郎の浮気相手。
- 大川社長：石川欣一 （特別出演） - 茂吉の会社の社長で義父・直亮の友人。
- 黒田高子：上原葉子 （特別出演） - 妙子の学生時代からの友人。
- 女給：北原三枝
- 社長秘書：長尾敏之助

## スタッフ
- 監督：小津安二郎
- 脚本：野田高梧・小津安二郎
- 製作：山本武
- 撮影：厚田雄春
- 美術：浜田辰雄
- 録音：妹尾芳三郎
- 照明：高下逸男
- 現像 : 林龍次
- 編集 : 浜村義康
- 音楽 : 齋藤一郎
- 装置 : 山本金太郎
- 装飾 : 守谷節太郎
- 衣裳 : 齋藤耐三
- 巧藝品考撰 : 澤村陶哉
- 監督助手：山本浩三
- 撮影助手：川又昂
- 録音助手 : 堀義臣
- 照明助手 : 八鍬武
- 録音技術 : 鵜澤克己
- 進行 : 清水富二

## 作品データ
- 製作 : 松竹大船撮影所
- フォーマット : 白黒　スタンダードサイズ（1.37:1）　モノラル
- 初回興行 :
- 同時上映 :
- 受賞:毎日映画コンクール男優主演賞（佐分利信）

## 評価
志賀直哉は小津と対談した際、本作について「非常に面白かった。一番感心したのは画面が清潔できちんと整理されてとても美しく感じた。そして何よりもいいと思ったことは見た後味が非常に気持がいいことだ」「この作品でとくに感じたことではないが、小津君の作品にはいつもユーモアを取入れようとしていたが、それが今までのにはうまく全体の中に溶け込んでいなかった、何かはめこんだような感じだったがこの作品では自然にユーモアが流れて気持のいい印象をうけた」と述べている。